# Tadeusz Gudra
Tadeusz Gudra (ur. 1946) – polski inżynier elektronik. Absolwent z 1970 Politechniki Wrocławskiej. Od 2015 profesor na Wydziale Elektroniki Politechniki Wrocławskiej.